# ブリトンズ・ヒルFC
ブリトンズ・ヒル（Brittons_Hill_FC）は、セント・マイケル教区、ブリッジタウンの南側のブリトンズ・ヒルを拠点とするバルバドスのフットボールクラブ。
ブリトンズ・ヒルFCは、バルバドス・プレミア・ディビジョン、バルバドスのファーストディビジョンの首都ブリッジタウンでホームゲームを行う。
ブリトンズ・ヒルFCはバルバドス・プレミア・ディビジョンへの昇格を勝ち取り、連続したシーズン（1989年と1990年）でプレミア・ディビジョンで勝利を得た唯一のバルバドスのクラブである。

## 実績
- バルバドス・プレミア・ディビジョン: [2]

1990年優勝、2009年優勝、2012年準優勝、2013年準優勝、2014年準優勝
- バルバドスFAカップ: 1[3]

2007年優勝、2012年準優勝、2013年準優勝